# كريستوفر بال
كريستوفر بال (بالإنجليزية: Christopher Ball)‏ هو ملحن بريطاني، ولد في 7 يوليو 1936.

## وصلات خارجية
- كريستوفر بال على موقع ميوزك برينز (الإنجليزية)
- كريستوفر بال على موقع أول ميوزيك (الإنجليزية)
- كريستوفر بال على موقع ديسكوغز (الإنجليزية)